# Gosheim
Gosheim là một thị xã ở huyện Tuttlingen trong bang Baden-Württemberg thuộc nước Đức.
Tại Gosheim có núi Lemberg, núi cao nhất của Swabian Alb.